# Kernos (revue)
Pour les articles homonymes, voir Kernos.
Kernos est une revue savante belge créée en 1987 et consacrée à l'étude de la religion grecque antique. Elle est publiée et diffusée par l'Université de Liège et paraît à un rythme annuel. Bien que relevant de l'histoire des religions par son sujet, la revue adopte une approche pluridisciplinaire. Le titre de la revue se réfère au kernos, un type de vase à offrandes dans la céramique grecque antique.
La revue publie des articles essentiellement en français et en anglais, mais aussi parfois en allemand, en italien ou en espagnol. Outre les articles scientifiques, chaque numéro contient des chroniques consacrées à l'actualité de la recherche, sous la forme de critiques de parutions récentes et de bibliographies thématiques.
Depuis 1992, la revue publie des Suppléments Kernos en collaboration avec le Centre international d'étude de la religion grecque ; ce sont des études savantes ou des actes de colloques.

## Diffusion en ligne
Depuis octobre 2011, les anciens numéros de Kernos sont librement disponibles en ligne sur le portail OpenEdition Journals ; au moment de la mise en ligne, les vingt premiers numéros étaient ainsi disponibles. Les numéros les plus récents sont mis en ligne trois ans après leur parution.